# Bodrac
Bodrac (francès Boudrac) és un municipi del departament francès de l'Alta Garona, a la regió d'Occitània.